# Associação Farroupilhense de Futsal

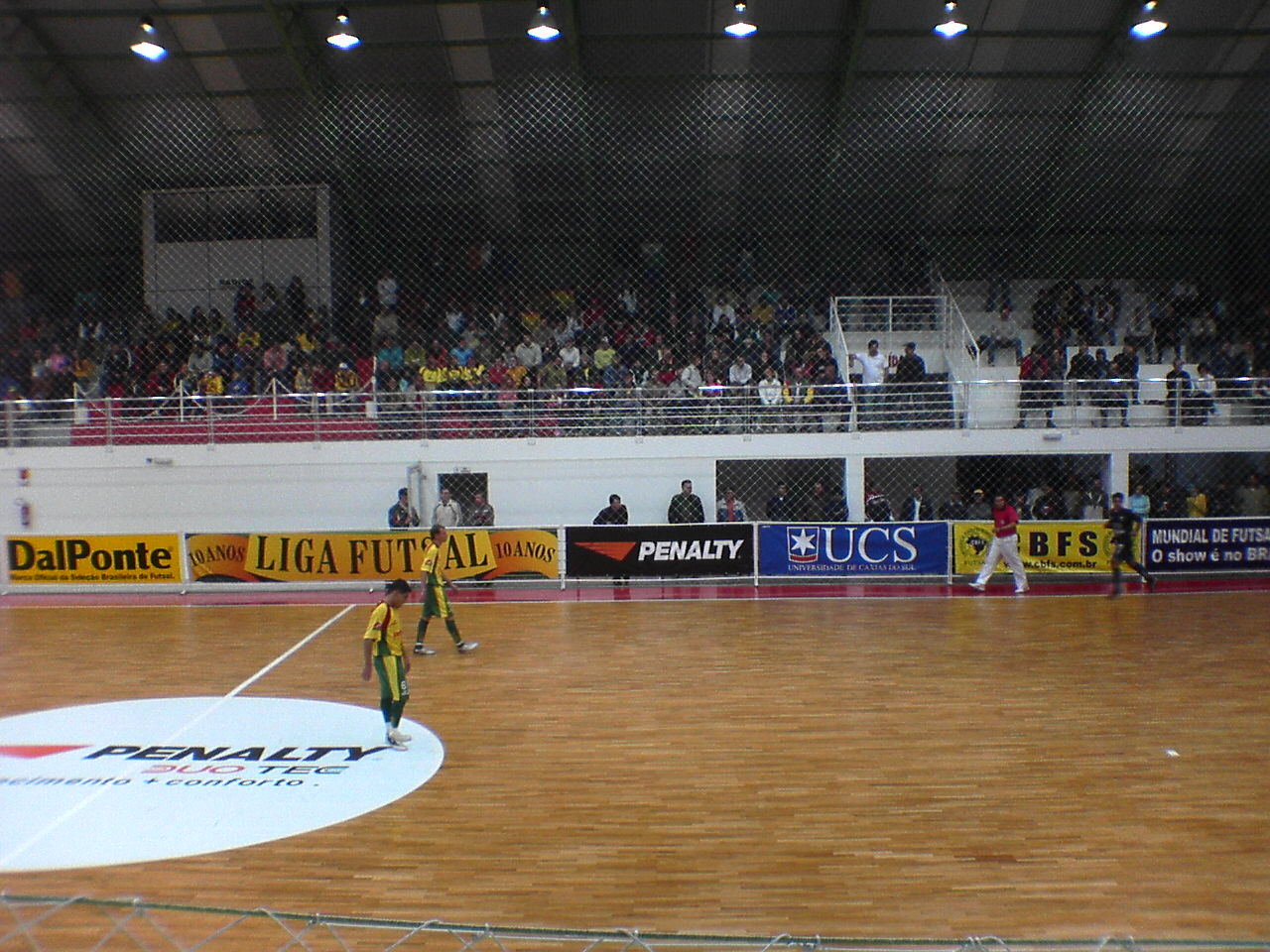
Treinamento da AFF no Ginásio de Esportes Saturno

A Associação Esportiva, Recreativa e Cultural Farroupilha (AFF) é uma associação esportiva que tem entre seu principal esporte praticado o futsal. Está situada na cidade de Farroupilha, estado do Rio Grande do Sul. Manda seus jogos no Saturnão, ginásio da Associação de Desportos Saturno. Possui uma rivalidade com o time do município vizinho, a Associação Carlos Barbosa de Futsal.
Foi fundada em 14 de março de 2003 e rapidamente, trilhou seu caminho e, hoje, figura entre os principais clubes de futsal do Rio Grande do Sul e do Brasil.
Este feito foi conquistado através de um vice-campeonato da Série Bronze, em 2004, quando passou a ter direito adquirido para que em 2005 participasse da Série Prata onde sagrou-se Campeã, participando desde então da Série Ouro. Desde o ano de 2008 disputa a Liga Brasileira de Futsal em uma parceria com a Cortiana e com a Universidade de Caxias do Sul.
No ano de 2010 voltou a utilizar o nome Cortiana/AFF, pelo fim da parceria com a UCS.

## 2006: Série Ouro
No ano de 2006 a AFF fez uma parceria de gestão com a Cortiana. Para a Série Ouro, que iniciou em Abril de 2006, a AFF enfrentou fortes adversários. Na metade do ano, devido a desentendimentos de gestão, teve a parceria AFF/Cortiana rompida sendo que a Cortiana montou parceria com a UCS, formando a Cortiana/UCS.

## 2007: Série Prata/Ouro
O início da temporada 2007 se deu com o retorno da parceria com a Cortiana, sendo que o nome utilizado foi AFF/Brasil, em parceria com a Sociedade Esportiva Recreativa e Cultural Brasil.
A final da Série Prata/Ouro aconteceu no dia 1º de Setembro, entre AFF/Brasil e UCPEL, sendo que o time de Pelotas venceu o jogo por dois a zero, deixando a AFF com o vice.

## 2008:Série OuroeLiga Brasileira de Futsal

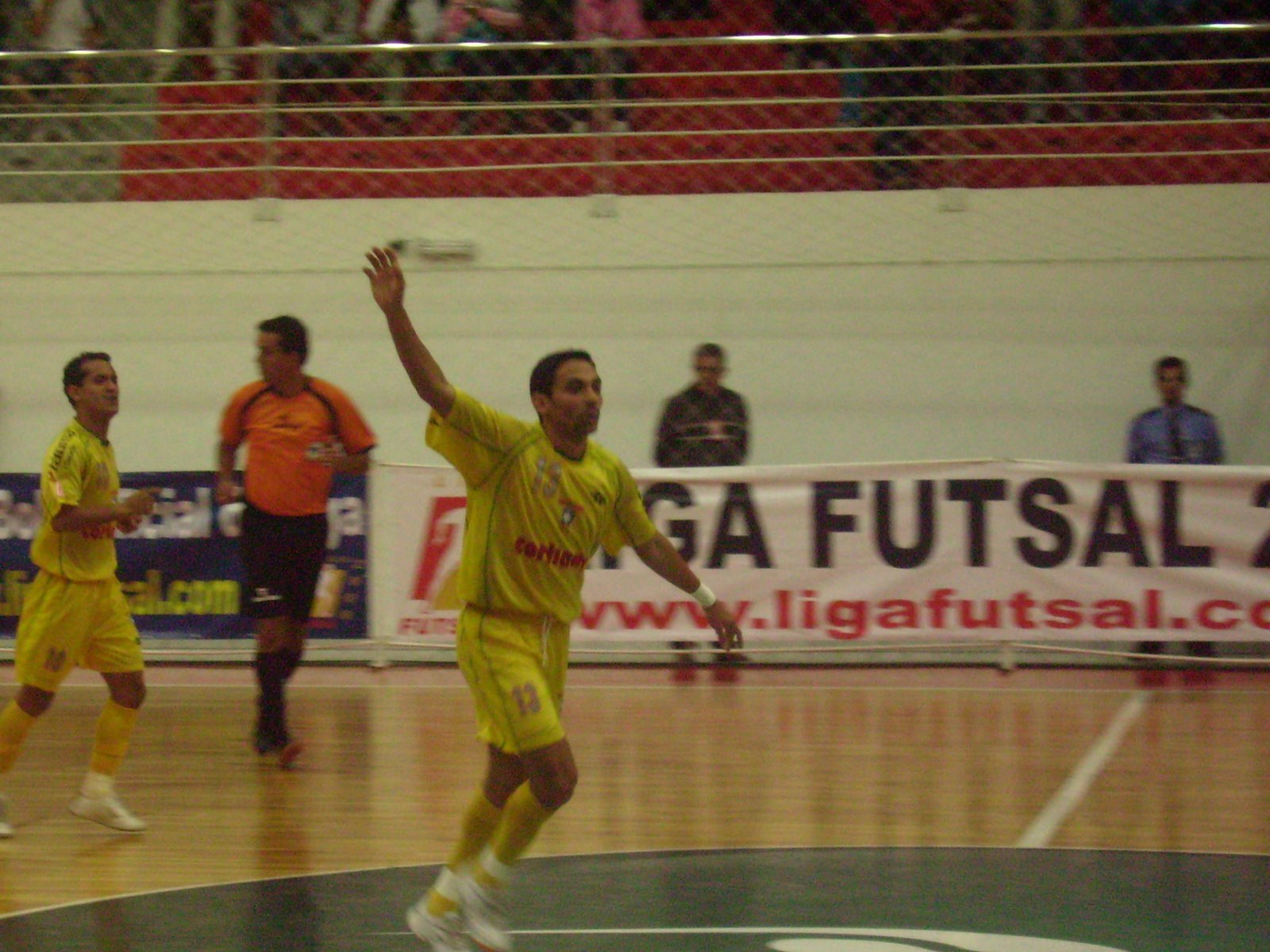
Valdin comemorando gol pela AFF em 2008

No de 2008 a AFF juntou seu elenco com o da equipe vice-campeã gaúcha em 2007 Cortiana/UCS, formando a Cortiana/UCS/AFF que além da Série Ouro participou da Liga Nacional.
. A parceria reuniu a AFF, a Cortiana Plásticos e a UCS. Para o ano de 2008 a AFF contou com o ala Valdin e o goleiro Bagé ambos jogadores de seleção brasileira.
O técnico da AFF no ano de 2008 foi Vander Iacovino, ex-técnico da seleção brasileira de futsal. Tanto na Liga Brasileira de Futsal, quanto na Série Ouro a AFF conquistou em 2008, o terceiro lugar.

## 2009:Série Ouro,Liga Brasileira de FutsaleCopa Libertadores
Apesar dos dois terceiros lugares nas competições conquistados em 2008, uma reformulação atingiu a equipe em 2009. Na Liga Brasileira, a AFF foi eliminada na 2ª fase. Nesse ano, o clube disputou ineditamente a Copa Libertadores de Futsal, terminando como vice-campeão, após perder a final para o Malwee/Jaraguá. Na Série Ouro, o clube foi eliminado nas semifinais, ao perder para a Assoeva.

## 2010:Série Ouro,Liga Brasileira de FutsaleCopa Libertadores
Uma nova reformulação ocorreu na equipe em 2010. A começar pelo nome utilizado, que voltou a ser Cortiana/AFF, após fim da parceria com a UCS. No elenco, a aposta em nomes jovens em substituição a alguns medalhões.
O ano começou com vitória na Copa Gramado de Futsal, aonde além do título a equipe ficou com o artilheiro, melhor jogador, e goleiro menos vazado. A competição reunia além da Cortiana/AFF o Krona/Joinville/Dalponte, campeão catarinense, a ACBF, campeã gaúcha e o Copagril Futsal, campeão paranaense. Uma nova vitória aconteceu logo depois, na Copa Cidade Histórica de Antônio Prado. A competição reunia além da Cortiana/AFF o Bento Gonçalves Futsal, o Porto Alegre e o mandante Antônio Prado.

## Títulos

### Estaduais
- Copa Gramado: 2010
- Copa Antônio Prado: 2010

## Elenco atual
- Última atualização: 26 de janeiro de 2010 (UTC).